# Waller megye
Waller megye az Amerikai Egyesült Államokban, azon belül Texas államban található. Megyeszékhelye és legnagyobb városa Hempstead. Lakosainak száma 56 794 fő (2020. április 1.). Waller megye Montgomery, Fort Bend, Austin, Harris, Grimes és Washington megyékkel határos.

## Népesség
A megye népességének változása:
| Lakosok száma | 43 461 | 44 041 | 44 376 | 45 213 | 48 656 | 56 794 |
|               | 2010   | 2011   | 2012   | 2013   | 2015   | 2020   |